# NGC 2857
NGC 2857 é uma galáxia espiral (Sc) localizada na direcção da constelação de Ursa Major. Possui uma declinação de +49° 21' 26" e uma ascensão recta de 9 horas, 24 minutos e 37,7 segundos.
A galáxia NGC 2857 foi descoberta em 9 de Janeiro de 1856 por William Parsons.